# Como si no importara
«Como si no importara» es una canción de la cantante argentina Emilia y el rapero argentino Duki. Fue escrita por ambos junto a FMK y su productor Big One. La canción fue lanzada el 13 de julio de 2021 a través de Sony Music Latin como el sencillo principal del álbum debut de Emilia, ¿Tú crees en mí? (2022).
La canción fue nominada a los Premios Tu Música Urbano 2022 en la categoría de video del año. «Como si no importara» alcanzó el puesto número tres en el Argentina Hot 100 de Billboard y llegó al top 20 en Paraguay y Uruguay. Además, fue la primera canción de los artistas en figurar en el Billboard Global Excl. US, donde alcanzó el puesto 126.

## Antecedentes y composición
El 11 de julio de 2021, ambos artistas intercambiaron misteriosamente fragmentos de la canción en Twitter, lo que generó especulaciones entre los fanáticos sobre una posible colaboración. El anuncio oficial del sencillo, junto con un adelanto, fue publicado por Emilia en sus redes sociales el 12 de julio de 2021.
Sobre la canción, Emilia comentó: «Marcó el inicio de mi nueva era musical. Siento que con esta canción encontré una esencia y una identidad que siempre quise tener. Tuve el placer de compartirla con Duki, un artista y referente que me inspira mucho».

## Videoclip
El videoclip de «Como Si No Importara» se grabó en un penthouse en North Miami, Florida. Según el director argentino Martín Seipel: «Se rumorea que Frank Sinatra se alojó en este penthouse en sus mejores momentos, y pensé que era el lugar ideal para un encuentro íntimo entre los dos artistas, inmersos en una estética vintage y lujosa».

## Presentaciones en vivo
El 24 de febrero de 2022, Emilia y Duki interpretaron «Como Si No Importara» por primera vez en los Premios Lo Nuestro.

### Listas semanales
| Lista (2021)                  | Mejor posición |
| ----------------------------- | -------------- |
| Argentina Hot 100 (Billboard) | 3              |
| Global Excl. US (Billboard)   | 126            |
| Paraguay (Monitor Latino)     | 9              |
| España (PROMUSICAE)           | 88             |
| Uruguay (Monitor Latino)      | 16             |

### Listas mensuales
| Lista (2021)   | Mejor posición |
| -------------- | -------------- |
| Paraguay (SGP) | 11             |
| Uruguay (CUD)  | 2              |

## Certificaciones
| País           | Organismo certificador | Certificación | Ventas certificadas | Ref.   |
| -------------- | ---------------------- | ------------- | ------------------- | ------ |
| Argentina      | CAPIF                  | 4× Platino    | 80 000              | [ 12 ] |
| Chile          | IFPI Chile             | Oro           | 10 000              | [ 12 ] |
| México         | AMPROFON               | Oro           | 30 000              | [ 13 ] |
| Estados Unidos | RIAA                   | Oro           | 30 000              | [ 14 ] |
| España         | PROMUSICAE             | 2× Platino    | 120 000             | [ 15 ] |
| Uruguay        | CUD                    | 3× Platino    | 18 000              | [ 12 ] |